# 李成得
李成得（韓語：이성득；1775年—1817年11月27日）是朝鮮王朝後期宗室；他是恩彥君李䄄的庶子，同時是全溪大院君的同父異母兄。他的嫡長兄常溪君李湛，在1779年捲入权臣洪国荣的谋反計劃；洪国荣欲擁立常溪君为王。随后李湛被毒死，他的父亲恩彦君李䄄受株连被免除官爵，全家发配江华岛。
李成得左臂和左脚瘫痪，曾因而接受治疗。1817年11月27日，李成得在江华郡厅的刑讯中死亡，罪名不详。他未婚且無子女，享年四十三岁。